# آب نارگیل

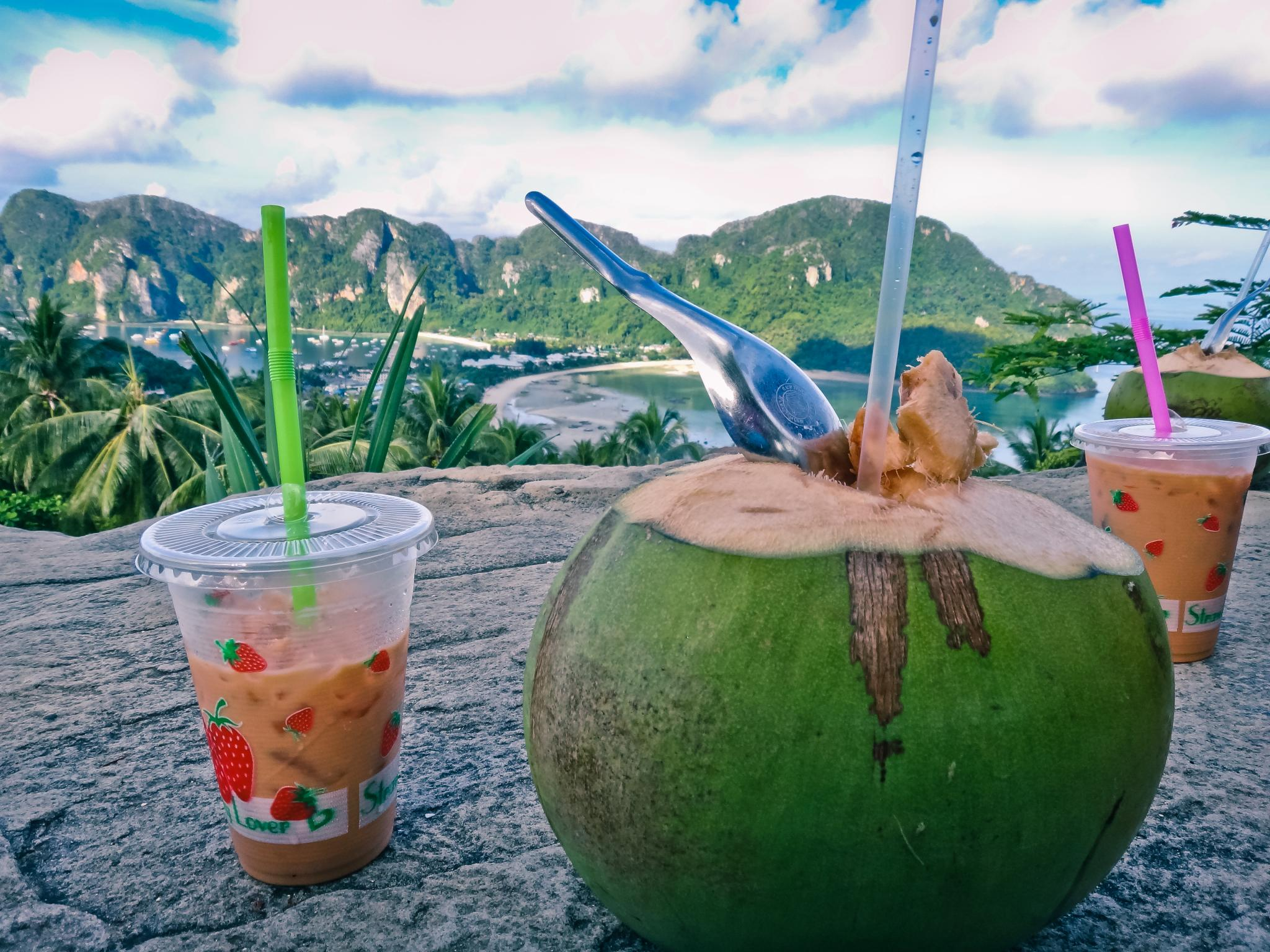

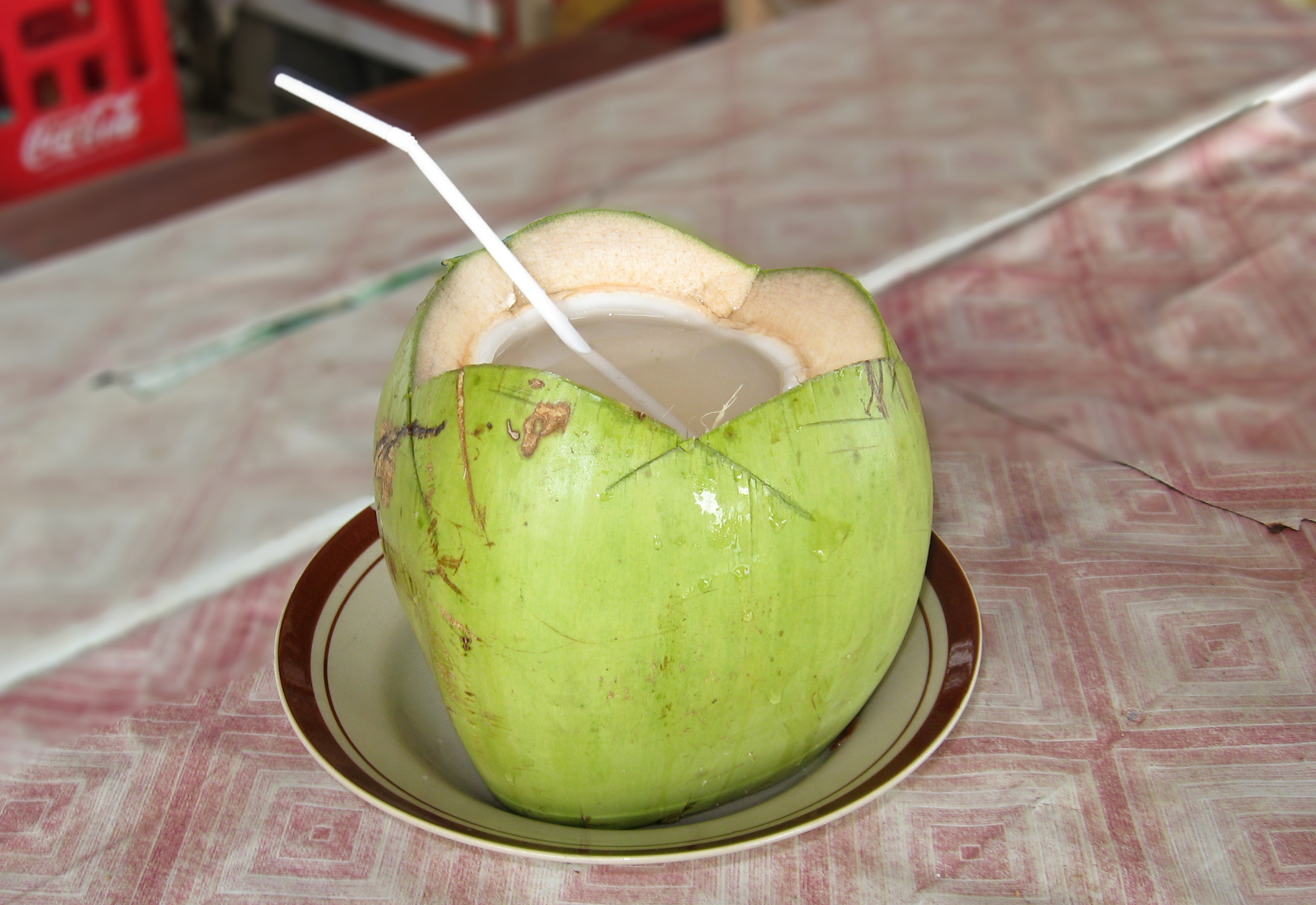
نارگیل خام تازه، آماده برای نوشیدن

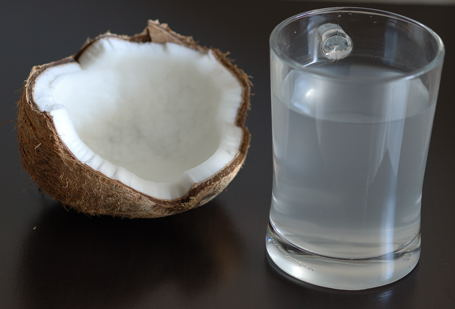
آب نارگیل از یک نارگیل تازه و رسیده

آب نارگیل مایعی شیرین و شفاف است که به صورت طبیعی و به مقدار فراوان داخل نارگیل‌های سبز و نارس وجود دارد و می‌توان به راحتی آن را نوشید.
به این آب نارگیل اندوسپرم مایع نیز گفته می‌شود.
به مرور زمان که نارگیل‌ها کم‌کم بالغ می‌شوند یا اصطلاحاً می‌رسند، آب داخل آن‌ها سفت شده و به گوشت نارگیل تبدیل می‌شود که به آن اندوسپرم جامد گفته می‌شود.
با این حال میوه نارگیل بعد از بلوغ به‌طور کامل با گوشت پر نمی‌شود و هنوز ممکن است مقداری آب نارگیل در آن وجود داشته باشد.
. مایع داخل نارگیل جوان اغلب به مایع نارگیل رسیده ترجیح داده می‌شود.

## برداشت
نارگیل تازه معمولاً در حالی که سبز است از درخت برداشت می‌شود. ممکن است سوراخی در نارگیل ایجاد شود تا دسترسی به مایع و پالپ ("گوشت") فراهم شود. نارگیل‌هایی که روی زمین افتاده‌اند در معرض پوسیدگی و آسیب ناشی از حشرات یا حیوانات دیگر ممکن است قرار بگیرند.

## محصولات

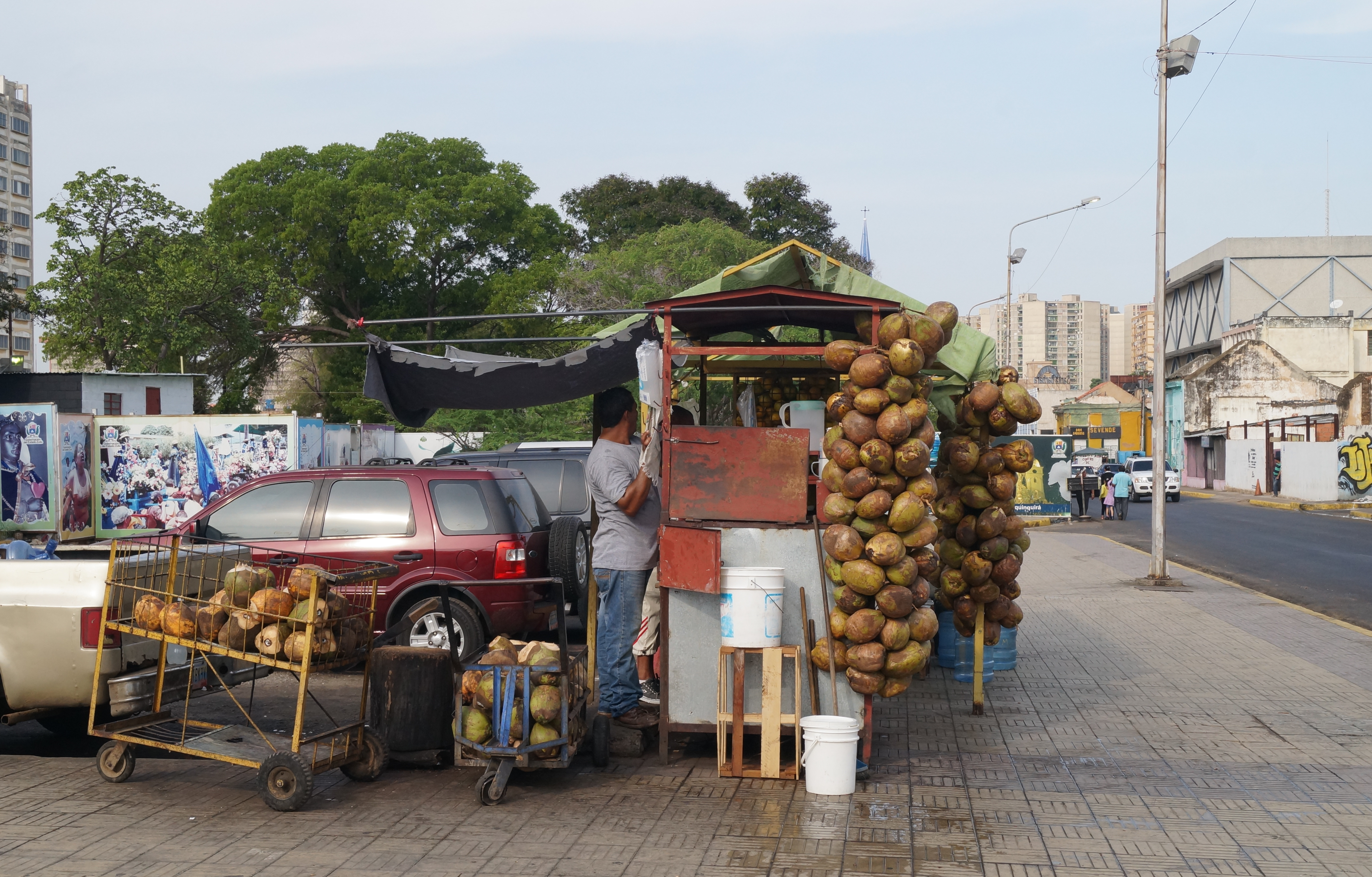
یک فروشنده خیابانی در حال فروش آب نارگیل به‌صورت نارس

آب نارگیل ساده از دیرباز یک نوشیدنی محبوب در کشورهای گرمسیری بوده‌است، تا جایی که به صورت تازه، کنسرو شده یا بطری در دسترس است.
نارگیل برای نوشیدن به صورت سرد، تازه یا بسته‌بندی شده سرو می‌شود. آنها اغلب توسط فروشندگان خیابانی فروخته می‌شوند که آنها را با قمه یا وسایل مشابه جلوی چشم مشتریان باز می‌کنند. آب نارگیل برای خرده‌فروشی را می‌توان در قوطی‌های آلومینیومی معمولی، تترا پاک‌ها یا بطری‌های پلاستیکی، گاهی همراه با پالپ نارگیل یا ژله نارگیل یافت.
آب نارگیل را می‌توان برای تولید سرکه نارگیل تخمیر کرد. همچنین از آن برای تهیه ناتا د کوکو، غذای ژله مانند استفاده می‌کنند.

## ارزش غذایی
تأمین ۱۹ کالری در ۱۰۰ میلیلیتر (۳٫۵ اونس مایع بریتانیایی؛ ۳٫۴ اونس مایع آمریکایی) مقدار، آب نارگیل ۹۵٪ آب و ۴٪ کربوهیدرات است، با محتوای پروتئین و چربی کل زیر ۱٪ هر کدام (جدول). آب نارگیل حاوی مقادیر کمی ویتامین و مواد معدنی رژیمی است که همگی کمتر از ۱۰ درصد ارزش روزانه (DV) است.

### مضرات
یکی از خطرات سلامتی ناشی از مصرف بیش از حد آب نارگیل، فراوانی بیش از حد پتاسیم در خون (هیپرکالمی)، که در بیماران کلیوی ایجاد نارسایی حاد کلیه، آریتمی قلبی، از دست دادن هوشیاری و در نهایت مرگ است. هیپرکالمی و از دست دادن هوشیاری پس از مصرف چند لیتر آب نارگیل تنها به عنوان یک مطالعه موردی بالینی در ارتباط با استفاده یک فرد از یک محصول تجاری به دنبال فعالیت بدنی گزارش شد. با این حال، سطح پتاسیم در هر ۱۰۰ میلی لیتر آب نارگیل فرآوری نشده چندان قابل توجه نیست (۲–۷٪ از DV).
حتی منابع حکایتی داستانی توصیف می‌کنند که آب نارگیل در هند برای کشتن افراد مسن خیلی بیمار استفاده می‌شود، روشی که به عنوان تالایکوتال شناخته می‌شود. در این رسم سالمند را وادار به نوشیدن بیش از حد آب نارگیل می‌کنند که در نهایت منجر به تب و مرگ می‌شود که علت دقیق آن هنوز مشخص نشده‌است.

### تبلیغات دروغین
علاوه بر این، ادعاهای بازاریابی که فواید سلامتی را به آب نارگیل نسبت می‌دهند، مبتنی بر علم نیستند و توسط سازمان‌های نظارتی خاصی مانند سازمان غذا و داروی آمریکا مجاز نیستند. در ایالات متحده، FDA به تولیدکنندگان در مورد تبلیغات گمراه کننده هشدار دادند،
- که آب نارگیل ضد ویروسی است
- می‌تواند کلسترول را کاهش دهد
- سطح گلوکز خون را تنظیم می‌کند
- و سایر ادعاهای نادرست که برای محصول نامناسب است.[۷]

برخی از شرکت‌ها به دلیل ادعاهای تبلیغاتی دروغین مبنی بر اینکه این محصول «بسیار هیدراته‌کننده»، «پر از مواد مغذی» و «مگا الکترولیت» است، با شکایت‌های دسته‌جمعی مواجه شده‌اند. شاکیان همچنین ادعا کردند که یکی از شرکت‌ها به نام ویتا کوکو به دروغ ادعا کرده‌است که محصولش «۱۵ برابر الکترولیت‌های موجود در نوشیدنی‌های ورزشی» دارد و سطوح سدیم و منیزیم را همان‌طور که تبلیغ می‌شود به اشتباه نشان می‌دهد.

## استفاده پزشکی در کامبوج
اگرچه امروزه جایگزین کردن آب نارگیل به جای آب نمک توسط پزشکان توصیه نمی‌شود، اما در طول رژیم خمرهای سرخ در کامبوج از سال ۱۹۷۵ تا ۱۹۷۹ این یک عمل رایج بود. مرکز اسناد کامبوج از رویه اجازه دادن به پرستاران آموزش ندیده برای استفاده از آب نارگیل سبز در دوران رژیم پول پات به عنوان جنایت علیه بشریت یاد کرد.

## طب سنتی
در بیانی کلی و ساده طبع گوشت سفید نارگیل از نظر طب سنتی ایرانی گرم و خشک است. طبع مغز نارگیل تازه نیز گرم و خشک است اما درجه گرمی و خشکی آن نسبت به نارگیل کهنه کمتر است.
اما طبع آب نارگیل گرم و تر است و همه اجزای آن دارای رطوبت فضلیه است.
آب نارگیل در طب عامیانه جامائیکا برای مصارفی مانند درمان یبوست هم استفاده می‌شود.